# U-306
U-306 — средняя немецкая подводная лодка типа VIIC времён Второй мировой войны.

## История
Заказ на постройку субмарины был отдан 20 января 1941 года. Лодка была заложена 16 сентября 1941 года на верфи Флендер-Верке, Любек, под строительным номером 306, спущена на воду 29 августа 1942 года. Лодка вошла в строй 21 октября 1942 года под командованием оберлейтенанта Клауса фон Троты.

### Флотилии
- 21 октября 1942 года — 28 февраля 1943 года — 8-я флотилия (учебная)
- 1 марта 1943 года — 31 октября 1943 года — 1-я флотилия

### История службы
Лодка совершила 5 боевых походов, потопила одно судно водоизмещением 10 218 брт, повредила два судна суммарным водоизмещением 11 195 брт. Потоплена 31 октября 1943 года в Северной атлантике к северо-востоку от Азорских островов, в районе с координатами 46°19′ с. ш. 20°44′ з. д. глубинными бомбами с британского эсминца HMS Whitehall и британского корвета HMS Geranium. 51 погибших (весь экипаж).

### Волчьи стаи
U-306 входила в состав следующих «волчьих стай»:
- Seeteufel 21 — 30 марта 1943
- Meise 20 — 27 апреля 1943

### Атаки на лодку
- 6 апреля 1943 года в Северной атлантике к юго-западу от Исландии, в районе с координатами 58°25′ с. ш. 29°22′ з. д.HGЯO глубинными бомбами с британского фрегата HMS Tay была атакована U-306, избежавшая повреждений, тогда как до 1985 года считалось, что тогда была потоплена U-635.
- 7 мая 1943 года возвращающаяся на базу лодка была атакована британским самолётом типа «Halifax». Сброшенные в течение 15 секунд шесть глубинных бомб не нанесли повреждений экстренно погрузившейся лодке.